# Tretja slovenska nogometna liga 2016-2017
La Tretja slovenska nogometna liga 2016-2017 (in lingua italiana: Terzo campionato calcistico sloveno 2016-2017), abbreviata in 3. SNL 2016-2017, fu la venticinquesima edizione della terza serie del campionato di calcio sloveno.

## Format e regole
Nella stagione 2016-17, la terza divisione slovena era divisa in 4 gironi per un totale di 52 squadre partecipanti. Tre gironi (Centro, Nord ed Est) erano composti da 14 club, mentre il girone Ovest solamente da 10.
Il 29 giugno 2016, la Federcalcio slovena decise di aumentare l'organico della 2. SNL 2017-18 da 10 a 16 squadre. Questo significava che, nella stagione 2016-17 sarebbero state promosse due squadre per ciascuno dei quattro gironi. Diversamente dalle stagioni precedenti, ora le "seconde squadre" potevano essere promosse nella seconda divisione.
Il numero delle squadre retrocesse da ogni gruppo era determinato dal numero delle squadre, ricadenti nella propria giurisdizione, promosse dalla serie inferiore e da quelle retrocesse da quella superiore.
| Girone:       | Ovest                           | Centro                   | Nord                           | Est                           |
| ------------- | ------------------------------- | ------------------------ | ------------------------------ | ----------------------------- |
| Giurisdizione | MNZ Nova Gorica MNZ Capodistria | MNZ G. Kranj MNZ Lubiana | MNZ Celje MNZ Maribor MNZ Ptuj | MNZ Murska Sobota MNZ Lendava |

Questo significa che 3 squadre del girone Nord venivano retrocesse per far posto alle 3 vincitrici delle MNZ di competenza (Celje, Maribor e Ptuj). Il numero delle squadre retrocesse dai gironi Centro ed Est era 2, mentre solo una dal girone Ovest, poiché la MNZ Capodistria e la MNZ Nova Gorica costituivano un girone unico.

## Girone Ovest
|                       | Pos. | Squadra          | Pt | G  | V  | N | P  | GF | GS | DR  |
| --------------------- | ---- | ---------------- | -- | -- | -- | - | -- | -- | -- | --- |
|                       | 1.   | Tabor Sežana     | 66 | 27 | 21 | 3 | 3  | 68 | 16 | +52 |
|                       | 2.   | Jadran Dekani    | 64 | 27 | 21 | 1 | 5  | 73 | 26 | +47 |
|                       | 3.   | Adria            | 62 | 27 | 20 | 2 | 5  | 70 | 24 | +46 |
|                       | 4.   | Bilje            | 45 | 27 | 14 | 3 | 10 | 47 | 30 | +17 |
|                       | 5.   | Tolmin           | 37 | 27 | 11 | 4 | 12 | 56 | 42 | +14 |
|                       | 6.   | Vipava           | 37 | 27 | 11 | 4 | 12 | 46 | 45 | +1  |
|                       | 7.   | Izola            | 33 | 27 | 9  | 6 | 12 | 42 | 38 | +4  |
|                       | 8.   | Ajdovščina Škou  | 17 | 27 | 4  | 5 | 18 | 21 | 53 | −32 |
|                       | 9.   | Ilirska Bistrica | 17 | 27 | 4  | 5 | 18 | 23 | 92 | −69 |
|                       | 10.  | Postumia         | 10 | 27 | 3  | 1 | 23 | 16 | 96 | −80 |
| classifica, risultati |      |                  |    |    |    |   |    |    |    |     |

Legenda:
      Promosso in 2. SNL 2017-2018.
      Retrocesso nel Campionato inter−comunale.
      Escluso dal campionato.
Regolamento:
Tre punti a vittoria, uno a pareggio, zero a sconfitta.

## Girone Centro
|                       | Pos. | Squadra          | Pt | G  | V  | N  | P  | GF  | GS | DR  |
| --------------------- | ---- | ---------------- | -- | -- | -- | -- | -- | --- | -- | --- |
|                       | 1.   | Bravo            | 66 | 26 | 21 | 3  | 2  | 105 | 19 | +86 |
|                       | 2.   | Ilirija          | 61 | 26 | 18 | 7  | 1  | 71  | 23 | +48 |
|                       | 3.   | Bled             | 56 | 26 | 17 | 5  | 4  | 58  | 27 | +31 |
|                       | 4.   | Ivančna Gorica   | 48 | 26 | 15 | 3  | 8  | 66  | 47 | +19 |
|                       | 5.   | Zagorje          | 43 | 26 | 12 | 7  | 7  | 39  | 23 | +16 |
|                       | 6.   | Šenčur           | 38 | 26 | 12 | 2  | 12 | 39  | 39 | 0   |
|                       | 7.   | Komenda          | 34 | 26 | 8  | 10 | 8  | 39  | 38 | +1  |
|                       | 8.   | Sava Kranj       | 30 | 26 | 8  | 6  | 12 | 33  | 48 | −15 |
|                       | 9.   | Brinje Grosuplje | 29 | 26 | 7  | 8  | 11 | 35  | 46 | −11 |
|                       | 10.  | Kolpa            | 25 | 26 | 7  | 4  | 15 | 40  | 53 | −13 |
|                       | 11.  | Rudar Trbovlje   | 24 | 26 | 6  | 6  | 14 | 40  | 59 | −19 |
|                       | 12.  | Lesce            | 22 | 26 | 6  | 4  | 16 | 32  | 85 | −53 |
|                       | 13.  | Velesovo         | 18 | 26 | 4  | 6  | 16 | 26  | 51 | −25 |
|                       | 14.  | Jevnica          | 14 | 26 | 3  | 5  | 18 | 21  | 86 | −65 |
| classifica, risultati |      |                  |    |    |    |    |    |     |    |     |

Legenda:
      Promosso in 2. SNL 2017-2018.
      Retrocesso nel Campionato inter−comunale.
      Escluso dal campionato.
Regolamento:
Tre punti a vittoria, uno a pareggio, zero a sconfitta.

## Girone Nord
|                       | Pos. | Squadra           | Pt | G  | V  | N | P  | GF  | GS | DR  |
| --------------------- | ---- | ----------------- | -- | -- | -- | - | -- | --- | -- | --- |
|                       | 1.   | Maribor B         | 66 | 26 | 21 | 3 | 2  | 107 | 25 | +82 |
|                       | 2.   | Rogaška           | 54 | 26 | 16 | 6 | 4  | 76  | 29 | +47 |
|                       | 3.   | Fužinar           | 42 | 26 | 12 | 6 | 8  | 48  | 34 | +14 |
|                       | 4.   | Dravograd         | 41 | 26 | 12 | 5 | 9  | 40  | 38 | +2  |
|                       | 5.   | Korotan Prevalje  | 40 | 26 | 12 | 4 | 10 | 57  | 44 | +13 |
|                       | 6.   | Mons Claudius     | 39 | 26 | 11 | 6 | 9  | 51  | 44 | +7  |
|                       | 7.   | Šmarje pri Jelšah | 38 | 26 | 11 | 5 | 10 | 37  | 39 | −2  |
|                       | 8.   | Dravinja          | 36 | 26 | 11 | 3 | 12 | 35  | 39 | −4  |
|                       | 9.   | Šampion Celje     | 33 | 26 | 10 | 3 | 13 | 47  | 57 | −10 |
|                       | 10.  | Dobrovce          | 29 | 26 | 8  | 5 | 13 | 41  | 63 | −22 |
|                       | 11.  | Videm             | 29 | 26 | 8  | 5 | 13 | 36  | 54 | −18 |
|                       | 12.  | Lenart            | 27 | 26 | 7  | 6 | 13 | 36  | 58 | −22 |
|                       | 13.  | Brunšvik          | 26 | 26 | 7  | 5 | 14 | 46  | 66 | −20 |
|                       | 14.  | Šmartno           | 14 | 26 | 4  | 2 | 20 | 19  | 86 | −67 |
| classifica, risultati |      |                   |    |    |    |   |    |     |    |     |

Legenda:
      Promosso in 2. SNL 2017-2018.
      Retrocesso nel Campionato inter−comunale.
      Escluso dal campionato.
Regolamento:
Tre punti a vittoria, uno a pareggio, zero a sconfitta.
Note:
Il Maribor B rinuncia alla promozione e cessa l'attività.

## Girone Est
|                       | Pos. | Squadra    | Pt | G  | V  | N | P  | GF  | GS | DR  |
| --------------------- | ---- | ---------- | -- | -- | -- | - | -- | --- | -- | --- |
|                       | 1.   | Nafta 1903 | 65 | 26 | 21 | 2 | 3  | 82  | 17 | +65 |
|                       | 2.   | NŠ Mura    | 63 | 26 | 20 | 3 | 3  | 100 | 17 | +83 |
|                       | 3.   | Odranci    | 60 | 26 | 19 | 3 | 4  | 56  | 31 | +25 |
|                       | 4.   | Beltinci   | 49 | 26 | 15 | 4 | 7  | 53  | 24 | +29 |
|                       | 5.   | Ljutomer   | 41 | 26 | 13 | 2 | 11 | 48  | 39 | +9  |
|                       | 6.   | Tromejnik  | 37 | 26 | 11 | 4 | 11 | 37  | 40 | −3  |
|                       | 7.   | Hotiza     | 33 | 26 | 10 | 3 | 13 | 41  | 61 | −20 |
|                       | 8.   | Čarda      | 31 | 26 | 8  | 7 | 11 | 39  | 57 | −18 |
|                       | 9.   | Polana     | 30 | 26 | 9  | 3 | 14 | 38  | 53 | −15 |
|                       | 10.  | Rakičan    | 28 | 26 | 8  | 4 | 14 | 31  | 61 | −30 |
|                       | 11.  | Grad       | 25 | 26 | 7  | 4 | 15 | 26  | 55 | −29 |
|                       | 12.  | Bogojina   | 25 | 26 | 7  | 4 | 15 | 22  | 65 | −43 |
|                       | 13.  | Turnišče   | 22 | 26 | 6  | 4 | 16 | 28  | 50 | −22 |
|                       | 14.  | Križevci   | 12 | 26 | 3  | 3 | 20 | 23  | 54 | −31 |
| classifica, risultati |      |            |    |    |    |   |    |     |    |     |

Legenda:
      Promosso in 2. SNL 2017-2018.
      Retrocesso nel Campionato inter−comunale.
      Escluso dal campionato.
Regolamento:
Tre punti a vittoria, uno a pareggio, zero a sconfitta.
Note:
Lo Turnišče non viene retrocesso a completamento organici.